# Leptotarsus (Longurio) belloides
Leptotarsus (Longurio) belloides is een tweevleugelige uit de familie langpootmuggen (Tipulidae). De soort komt voor in het Afrotropisch gebied.